# Oier Luengo
Oier Luengo Redondo (Amorebieta, 11 novembre 1997) è un calciatore spagnolo, difensore del Real Oviedo.

## Caratteristiche tecniche
Gioca come difensore centrale.

## Carriera
Luengo è cresciuto nelle giovanili dell'Amorebieta, con cui ha debuttato il 30 novembre 2016 nell'incontro di Segunda División B perso 2-1 contro il Toledo. Il 16 settembre 2017 ha segnato il suo primo gol nell'incontro di campionato perso 3-2 contro la Real Sociedad B.
Il 13 giugno 2018 è stato acquistato dall'Athletic Bilbao che lo ha assegnato alla propria seconda squadra. A causa dello scarso minutaggio il 7 gennaio 2019 è tornato in prestito all'Amorebieta fino al termine della stagione.
Rientrato a Bilbao, ha giocato con maggior frequenza ottenendo il rinnovo del contratto fino al 2021. Rimasto svincolato, nel luglio 2021 ha fatto nuovamente ritorno all'Amorebieta, promosso per la prima volta nella sua storia in Segunda División. Il 30 ottobre ha fatto il suo esordio nella seconda serie spagnola nell'incontro pareggiato 1-1 contro l'Huesca.
Il 4 luglio 2022 ha firmato un contratto di due anni con il Real Oviedo.

## Statistiche

### Presenze e reti nei club
Statistiche aggiornate al 26 dicembre 2023.
| Stagione        | Squadra         | Campionato      | Campionato | Campionato | Coppe nazionali | Coppe nazionali | Coppe nazionali | Coppe continentali | Coppe continentali | Coppe continentali | Altre coppe | Altre coppe | Altre coppe | Totale | Totale |
| Stagione        | Squadra         | Comp            | Pres       | Reti       | Comp            | Pres            | Reti            | Comp               | Pres               | Reti               | Comp        | Pres        | Reti        | Pres   | Reti   |
| --------------- | --------------- | --------------- | ---------- | ---------- | --------------- | --------------- | --------------- | ------------------ | ------------------ | ------------------ | ----------- | ----------- | ----------- | ------ | ------ |
| 2016-2017       | Amorebieta      | SDB             | 11         | 0          | CR              | 0               | 0               |                    | -                  | -                  |             | -           | -           | 11     | 0      |
| 2017-2018       | Amorebieta      | SDB             | 33         | 3          | CR              | 0               | 0               |                    | -                  | -                  |             | -           | -           | 33     | 3      |
| 2018-gen. 2019  | Bilbao Athletic | SDB             | 2          | 0          |                 | -               | -               |                    | -                  | -                  |             | -           | -           | 2      | 0      |
| gen.-giu. 2019  | Amorebieta      | SDB             | 18         | 1          | CR              | 0               | 0               |                    | -                  | -                  |             | -           | -           | 18     | 1      |
| 2019-2020       | Bilbao Athletic | SDB             | 23         | 3          |                 | -               | -               |                    | -                  | -                  |             | -           | -           | 23     | 3      |
| 2020-2021       | Bilbao Athletic | SDB             | 23         | 0          |                 | -               | -               |                    | -                  | -                  |             | -           | -           | 23     | 0      |
| 2021-2022       | Amorebieta      | SD              | 31         | 0          | CR              | 1               | 0               |                    | -                  | -                  |             | -           | -           | 32     | 0      |
| 2022-2023       | Real Oviedo     | SD              | 11         | 0          | CR              | 3               | 1               |                    | -                  | -                  |             | -           | -           | 14     | 1      |
| 2023-2024       | Real Oviedo     | SD              | 17         | 0          | CR              | 2               | 0               |                    | -                  | -                  |             | -           | -           | 19     | 0      |
| Totale carriera | Totale carriera | Totale carriera | 169        | 7          |                 | 6               | 1               |                    | -                  | -                  |             | -           | -           | 175    | 8      |